# 萬視寶電工
萬視寶電工（日語：マスプロ電工），是日本電子企業，1955年創立前身昭和電機工業，以電視天線生產為主。1989年跨入衛星接收碟生產，1997年股票上市。

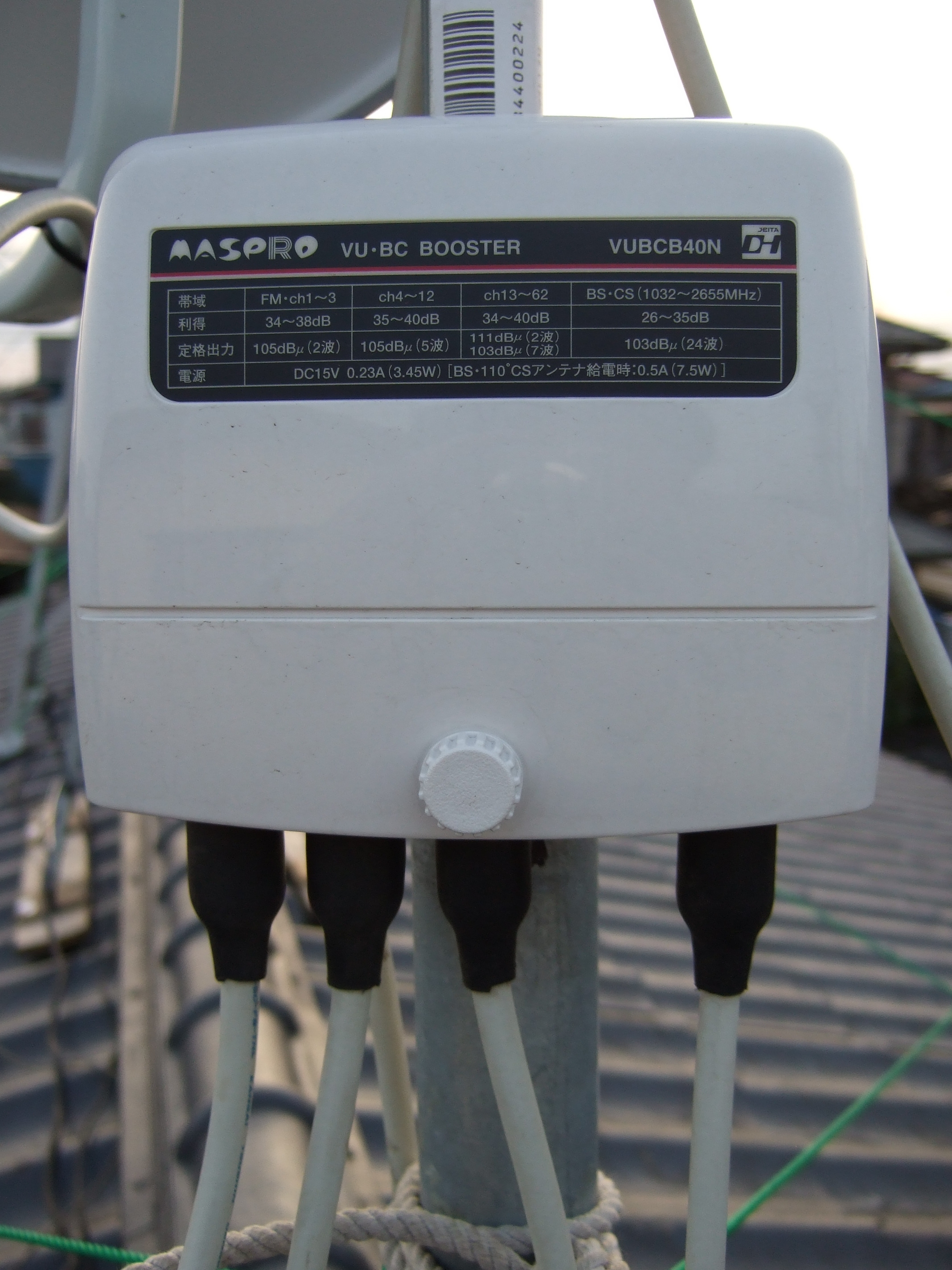
萬視寶電視調頻器

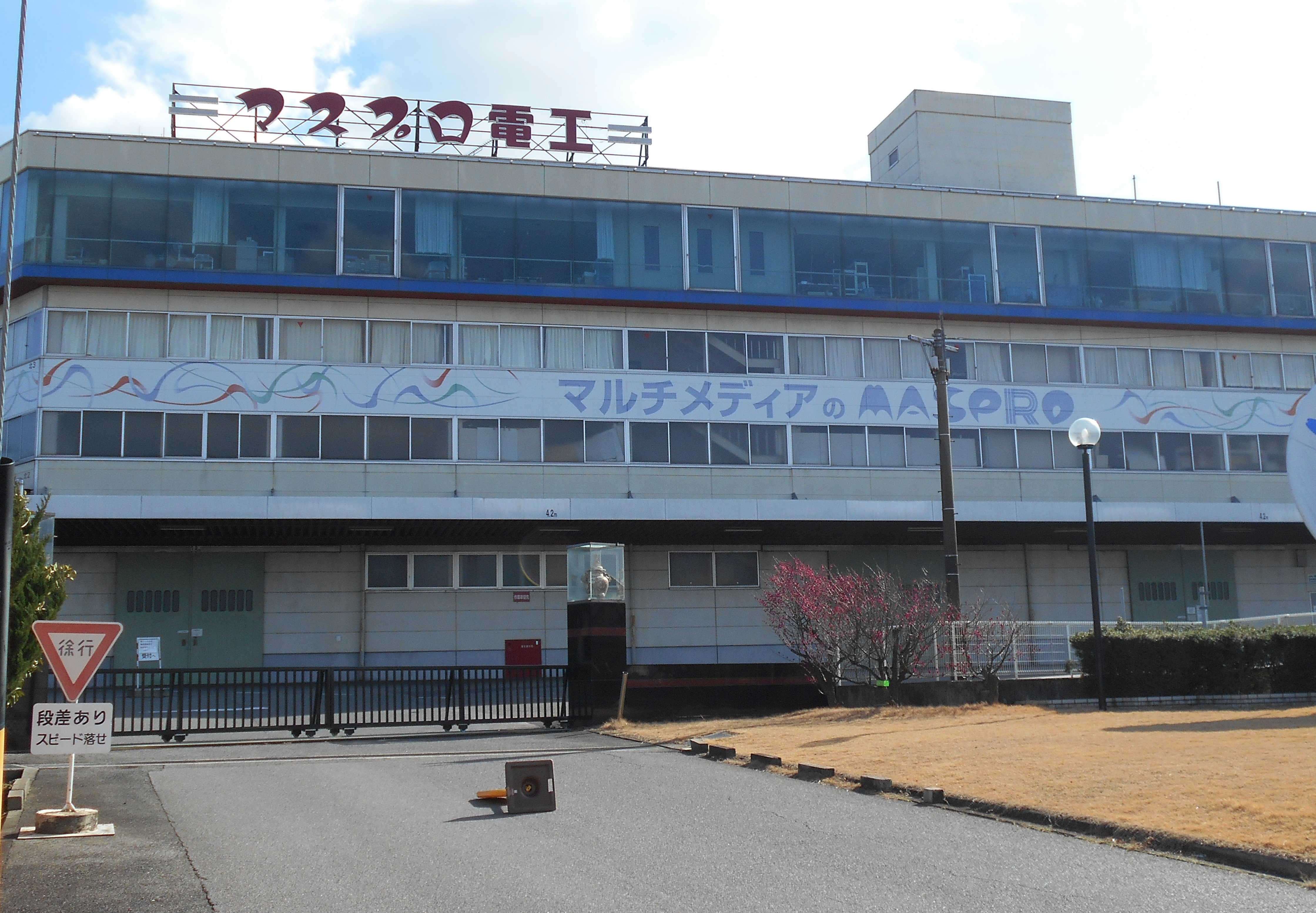
總部(愛知縣日進市)

## 相关链接
- http://www.maspro.co.jp/ （页面存档备份，存于）